# TV Ônibus (Salvador)
TV Ônibus é uma rede de televisão brasileira especializada em mídia para ônibus, fornecendo tanto a instalação de televisores dentro dos veículos quanto a difusão do canal.

## História

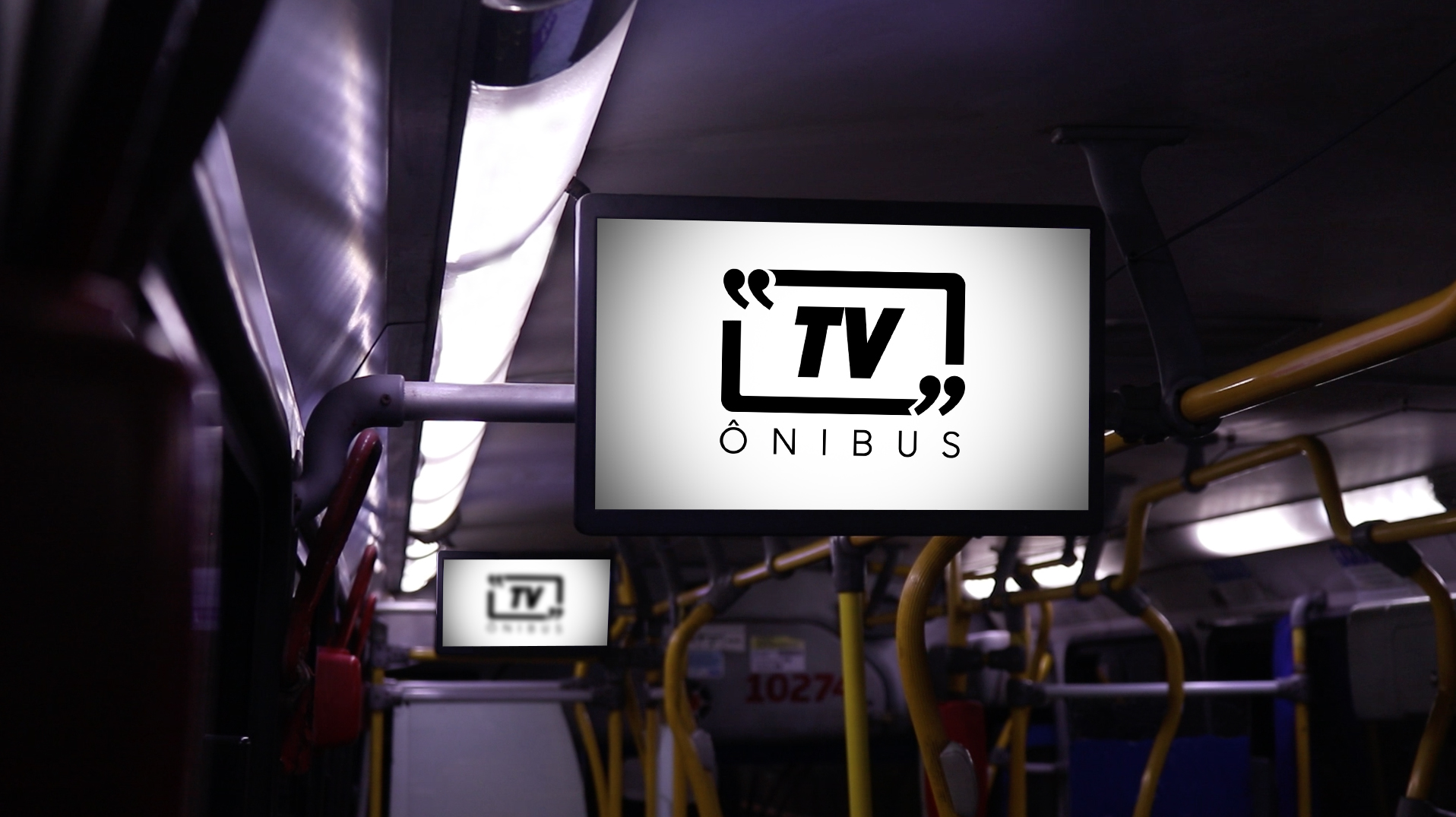
Televisores da TV Ônibus em Salvador

A empresa foi fundada no Brasil em 15 de outubro de 2006 por Marco Leite como BusTV, que foi uma patente trazida de Portugal. Chegou a ser a maior rede de TV em transportes coletivos urbanos do Brasil, tanto em número de monitores quanto em cobertura territorial.
Com mais de 2.800 monitores de TV, instalados em cerca de 1.615 ônibus urbanos, a BusTV chegava a cerca de 750 mil pessoas por dia nas cidades de São Paulo, Rio de Janeiro, Salvador, Belo Horizonte, Porto Alegre, Recife, Brasília e Fortaleza.
A programação era baseada em matérias jornalísticas, programas sobre saúde, vida familiar, mercado de trabalho, comportamento sócio ambiental e lazer, além de anúncios. 
Em 2010, a rede chegou a fazer uma parceria para retransmitir o sinal da RecordTV Rio nos ônibus de sua cobertura da BusTV Rio de Janeiro, parceria que durou até meados de 2011. Em 2012, a parceria com a Rede Record foi ampliada, e a rede passaria a exibir 20 minutos de programação da Record.
Em 7 de dezembro de 2016, a rede comunica o encerramento de suas atividades. A empresa foi comprada em 2018 pela Escalibur Publicidade, e passou por uma reestruturação. O canal passa a se chamar On Channel e passa a operar somente em Salvador. A nova programação entrou em operação no dia 28 de maio.
Em 2018, é fechada uma parceria com a Rede Globo, e compactos de seus programas são exibidos, além de boletins informativos dos telejornais da emissora.
Em 9 de abril de 2020, a rede muda de nome e passa a se chamar TV Ônibus.
Atualmente, a rede conta com operação em 180 ônibus em Salvador e 30 em Camaçari.

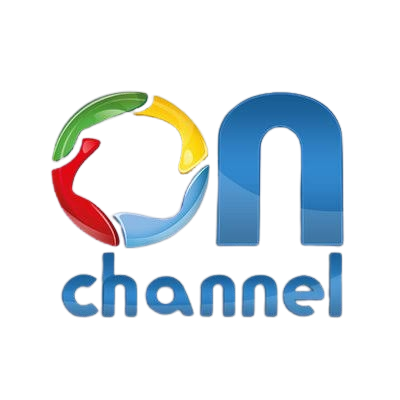
Logotipo utilizado de 2018 até 2020.

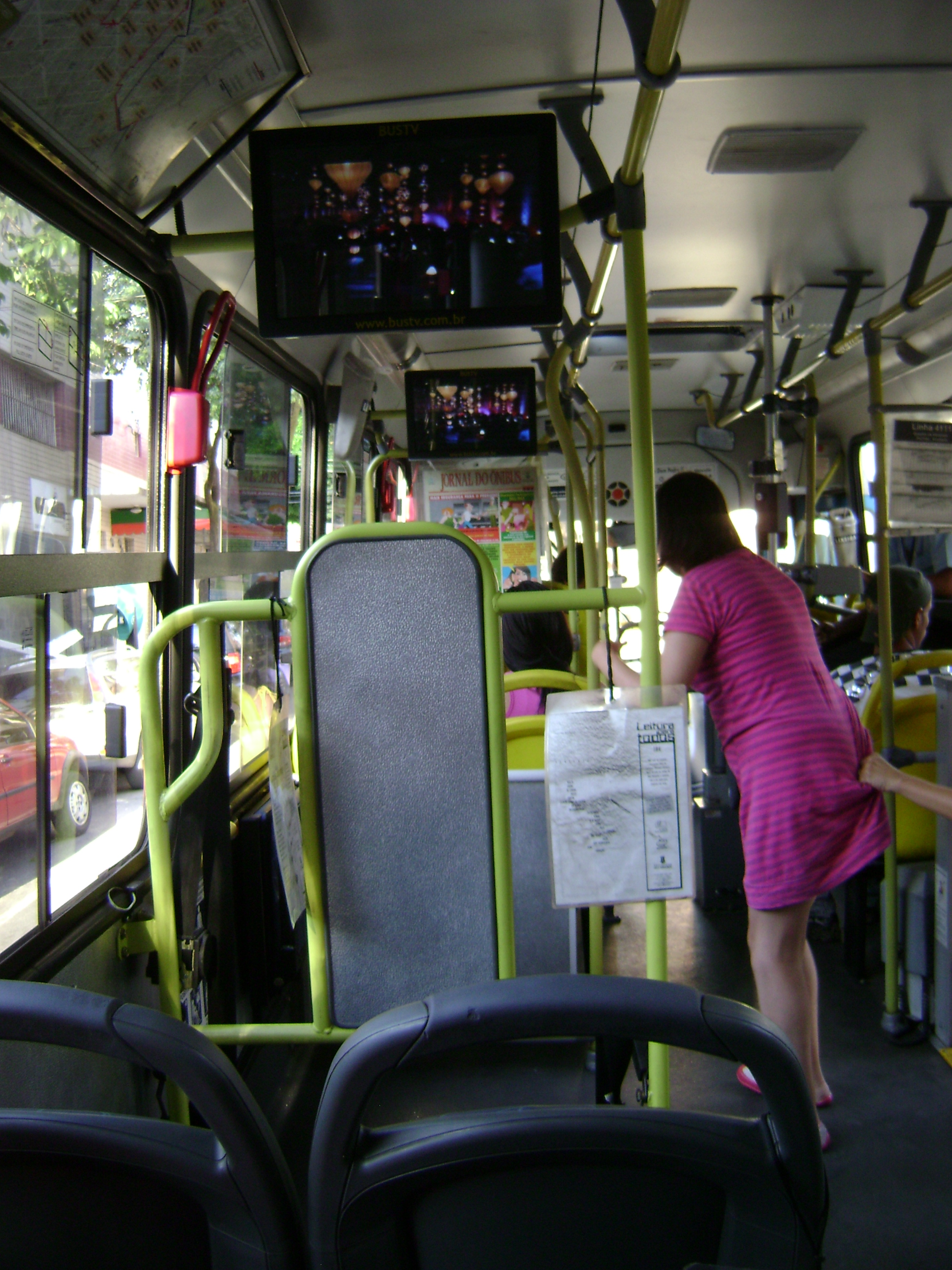
Televisores da então BUSTV funcionando dentro de um ônibus municipal de Belo Horizonte.

## Programas
- Clima Tempo
- Olhar Passageiro
- Conexão com Márcio Brasil
- Chefs Ocasionais
- Biografia
- Horóscopo
- Agenda Cultural